# Bernd Kessens
Bernd Kessens (* 9. März 1948 in Bunnen, Stadt Löningen, Landkreis Cloppenburg) ist ein deutscher Schriftsteller.

## Leben und Wirken
Kessens studierte in Münster Germanistik und Geographie und war von 1974 bis 2001 Lehrer am Gymnasium in Damme, wo er lebt. Seit 1989 veröffentlichte er mehrere Romane mit historischen und modernen Themen. Kessens war bis Juli 2008 Fraktionsvorsitzender der SPD im Kreistag Vechta; sein Mandat als Kreistagsabgeordneter nahm er bis 2016 wahr.
Zu den historischen Themen, die Kessens in seinen Romanen behandelt, gehört die Aufarbeitung der Beziehungen zwischen den Grundherren, Bauern und landlosen Heuerleuten in der ersten Hälfte des 19. Jahrhunderts. Zu Kessens' modernen Themen in seinen Romanen gehört die psychologisch orientierte Charakterologie. Hier werden typische Charakterstrukturen außergewöhnlicher Menschen untersucht, um Affinitäten in Gefühls-, Denk- und Verhaltensmustern herauszukristallisieren.
Kessens ist auch Autor von Theaterstücken, die jeweils an seinem Wohnort Damme uraufgeführt wurden: Die Räuber vom Mordkuhlenberg (2004/2005), Die weiße Frau von der Dersaburg (2006/2007) über Widukind und die Sachsen im Umkreis der Dersaburg, Wunderheiler wider Willen (2008/2009), Glückauf – eine unvergessene Liebe. Ein Bergwerksdrama (2010/2011), das Auswandererdrama Amerika und das große Glück (2012), das Schauspiel Im Westen geht die Sonne auf (2013) – Theaterstück über das Schicksal einer Aussiedlerfamilie aus Kasachstan –, die Komödie Ist der Winter bestechlich? (2015) – ein Stück über Korruption und Bestechung – sowie Romeo und Julia in den Dammer Bergen, eine vor der Dammer Pfarrkirche St. Viktor aufgeführte Bearbeitung von Shakespeares Tragödie Romeo und Julia (2017), das Drama „Vom Jungen, der Hitlers Pläne durchkreuzte“, das im Rahmen der Dammer Domfestspiele im September 2022 aufgeführt wurde. Das Theaterstück behandelt den Kreuzkampf 1936, bei dem die Katholiken im Oldenburger Münsterland die nationalsozialistische Regierung im Freistaat Oldenburg unter Druck setzen konnten, den sog. Kreuzerlass zurückzunehmen. Unter Kreuzerlass versteht man vorrangig die Entfernung von Kreuzen und Lutherbildern aus den Schulen. Die Zahl der Besucher lag pro Stück zwischen 2600 und 4000.
Die wichtigsten Romane sind Rabenfluch, Freiheit und gebratener Speck, und an den Füßen eine goldene Uhr, Getanzte Liebe Flamenco (eine Bearbeitung von Goethes Die Leiden des jungen Werthers) sowie Die Angst des Stierkämpfers vor der Spitze des Horns.

## Werke
- Tatort Maisfeld, Vechta: Plaggenborg, 1992, ISBN 3-929358-01-8 (erste Auflage 1989).
- Rabenfluch, Damme: Taurino, ca. 2005, ISBN 3-9805800-8-3 (erste Auflage Vechta: Plaggenborg, 1992).
- Die Angst des Stierkämpfers vor der Spitze des Horns, Vechta: Plaggenborg, ca. 1994, ISBN 3-929358-03-4.
- Freiheit und gebratener Speck, Damme: Taurino, 1997, ISBN 3-9805800-0-8.
- Getanzte Liebe Flamenco, Damme: Taurino, 1999, ISBN 3-9805800-2-4.
- und an den Füßen eine goldene Uhr, Damme: Taurino, 2000, ISBN 3-9805800-3-2.
- Die spanische Haut, Damme: Taurino, ca. 2002, ISBN 3-9805800-6-7.
- Ein Stück Land, Damme: Taurino, ca. 2006, ISBN 3-9810060-0-3.